# Los Angeles Rams 2019
La stagione 2019 dei Los Angeles Rams è stata la 82ª della franchigia nella National Football League, la 52ª nell'area metropolitana di Los Angeles e la terza con Sean McVay come capo-allenatore . Fu inoltre l'ultima al Los Angeles Memorial Coliseum con la squadra che trasferì al SoFi Stadium a partire dal 2020 insieme ai Los Angeles Chargers. La squadra iniziò la stagione come campione della NFC in carica dopo la sconfitta contro i New England Patriots nel Super Bowl LIII. Tuttavia i Rams non riuscirono a replicare il record di 13–3 dell'anno precedente dopo una sconfitta contro i Pittsburgh Steelers. La squadra faticò durante la stagione e fu ufficialmente eliminata dalla caccia ai playoff dopo una sconfitta per 34-31 contro i 49ers rivali di division nel penultimo turno. Fu la prima stagione sotto la direzione di Sean McVay che la squadra non raggiunse la post-season.

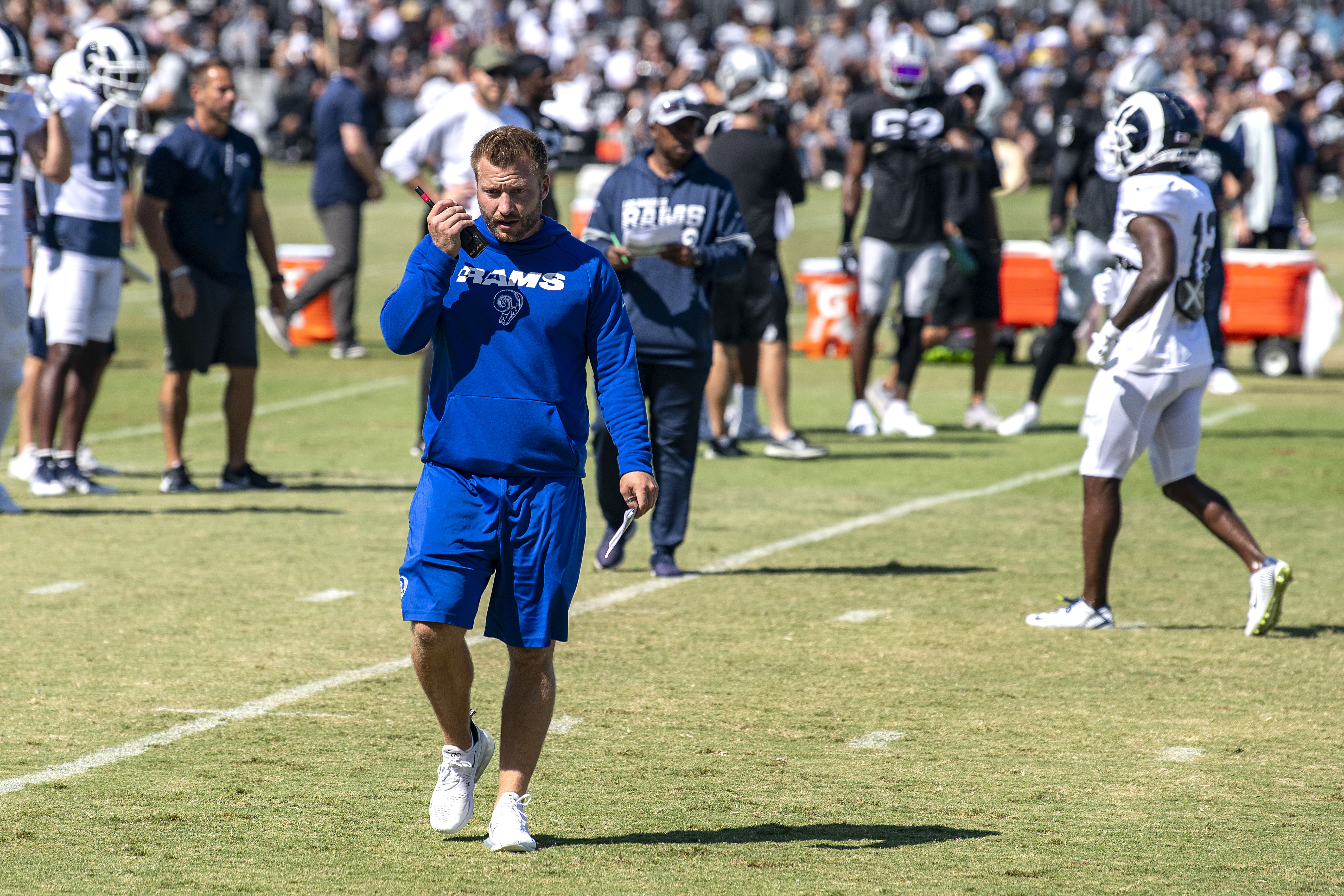
Il training camp 2019

## Scelte nel Draft 2019
| Scelte dei Rams nel Draft 2019 |        |                   |       |            |
| Giro                           | Scelta | Giocatore         | Ruolo | College    |
| 2                              | 61     | Taylor Rapp       | S     | Washington |
| 3                              | 70     | Darrell Henderson | RB    | Memphis    |
| 3                              | 79     | David Long Jr.    | CB    | Michigan   |
| 3                              | 97     | Bobby Evans       | OT    | Oklahoma   |
| 4                              | 134    | Greg Gaines       | DT    | Washington |
| 5                              | 169    | David Edwards     | OT    | Wisconsin  |
| 7                              | 234    | Nick Scott        | S     | Penn State |
| 7                              | 251    | Dakota Allen      | LB    | Texas Tech |

## Staff
| Staff dei Los Angeles Rams nel 2019 |
| --- |
| Organi dirigenziali - Proprietario/Chairman: Stan Kroenke - Vice-Presidente esecutivo – Kevin Demoff - General manager – Les Snead - Direttore del personale dei giocatori – Taylor Morton - Direttore degli osservatori del college – Brad Holmes - Direttore del personale professionistico – Brian Xanders - Dir. valutazione giocatori, ricerca&analisi - J.W. Jordan - Assistente dir. personale professionistico - Ray Agnew Capo allenatore - Head Coach – Sean McVay - Assistente/Linebacker – Joe Barry Altri allenatori - Preparatore atletico – Vacante Allenatori dell'attacco - Coordinatore offensivo – Kevin O’Connell - Quarterback – Shane Waldron - Running Back – Thomas Brown - Wide Receiver – Eric Yarber - Tight End – Wes Phillips - Offensive Line – Aaron Kromer - Assistente Offensive Line – Andy Dickerson - Controllo qualità – Zak Kromer Allenatori della difesa - Coordinatore difensivo – Brandon Stanley - Defensive Line – Eric Henderson - Assistente Linebacker - Chris Shula - Cornerback - Aubrey Pleasant - Safety - Ejiro Evero - Controllo qualità – Thad Bogardus Allenatori dello special team - Coordinatore dello Special Team: John Bonamego |

## Roster
| Roster dei Los Angeles Rams nel 2019 |
| --- |
| Quarterback - 5 Blake Bortles - 16 Jared Goff Running Back - 39 Malcolm Brown - 30 Todd Gurley - 27 Darrell Henderson Wide Receiver - 12 Brandin Cooks - 18 Cooper Kupp - 19 JoJo Natson - 83 Josh Reynolds - 88 Mike Thomas - 14 Nsimba Webster - 17 Robert Woods Tight End - 81 Gerald Everett - 89 Tyler Higbee - 82 Johnny Mundt Offensive Linemen - 55 Brian Allen C - 66 Austin Blythe G - 64 Jamil Demby G - 73 David Edwards T - 71 Bobby Evans T - 79 Rob Havenstein T - 70 Joseph Noteboom G - 65 Coleman Shelton C - 77 Andrew Whitworth T Defensive Linemen - 90 Michael Brockers DE - 99 Aaron Donald DT - 97 Morgan Fox DE - 91 Greg Gaines NT - 69 Sebastian Joseph-Day NT - 92 Tanzel Smart DT Linebacker - 50 Samson Ebukam OLB - 56 Dante Fowler OLB - 54 Bryce Hager ILB - 48 Travin Howard ILB - 58 Cory Littleton ILB - 52 Clay Matthews OLB - 45 Ogbonnia Okoronkwo OLB - 57 Natrez Patrick OLB - 51 Troy Reeder ILB Defensive Back - 26 Marqui Christian FS - 20 Troy Hill CB - 43 John Johnson SS - 25 David Long CB - 22 Jalen Ramsey CB - 24 Taylor Rapp SS - 23 Nickell Robey-Coleman CB - 33 Nick Scott FS - 21 Aqib Talib CB - 32 Eric Weddle FS - 31 Darious Williams CB Special Team - 6 Johnny Hekker P - 44 Jake McQuaide LS - 4 Greg Zuerlein K Lista delle riserve - 42 Josh Carraway OLB (IR) - 59 Micah Kiser ILB (IR) - 53 Justin Lawler OLB (IR) Squadra di allenamento - 47 Dakota Allen ILB - 86 Kendall Blanton TE - 67 Chandler Brewer OT - 93 Marquise Copeland DT - 38 Donte Deayon CB - 96 Landis Durham OLB - 39 Jake Gervase S - 42 John Kelly RB - 61 Jeremiah Kolone G - 9 John Wolford QB 53 attivi, 3 inattivi, 10 nella squadra di allenamento |
| Legenda - I rookie sono in corsivo. - Il primo ruolo è il principale mentre gli eventuali successivi indicano i ruoli secondari. - (IR) sta per Injured Reserve ed indica la lista ristretta per un solo giocatore infortunato che può tornare ad allenarsi dopo la settimana 6 e a rientrare in prima squadra dopo che questa ha giocato 8 partite. - (NF-Inj.) / (NF-Ill.) stanno rispettivamente per Non-Football Injured e Non-Football Illness ed indicano le liste dove viene inserito un giocatore che ha un infortunio o una malattia non dipendente dal football americano. - (PUP) sta per Physically Unable to Perform ed indica la lista dove viene inserito un giocatore mentre è in attesa di recuperare la condizione fisica. Nella stagione regolare dopo la sesta partita giocata dalla propria squadra, il giocatore ha tempo tre settimane per riprendere ad allenarsi, più tre settimane aggiuntive dal suo rientro agli allenamenti per rientrare in prima squadra. |

## Calendario
| Stagione regolare |                    |                        |                    |                    |                               |                    |
| Turno             | Data               | Avversario             | Risultato          | Record             | Stadio                        | Sintesi            |
| 1                 | 8 settembre        | at Carolina Panthers   | V 30–27            | 1–0                | Bank of America Stadium       | Recap              |
| 2                 | 15 settembre       | New Orleans Saints     | V 27–9             | 2–0                | Los Angeles Memorial Coliseum | Recap              |
| 3                 | 22 settembre       | at Cleveland Browns    | V 20–13            | 3–0                | FirstEnergy Stadium           | Recap              |
| 4                 | 29 settembre       | Tampa Bay Buccaneers   | S 40–55            | 3–1                | Los Angeles Memorial Coliseum | Recap              |
| 5                 | 3 ottobre          | at Seattle Seahawks    | S 29–30            | 3–2                | CenturyLink Field             | Recap              |
| 6                 | 13 ottobre         | San Francisco 49ers    | S 7–20             | 3–3                | Los Angeles Memorial Coliseum | Recap              |
| 7                 | 20 ottobre         | at Atlanta Falcons     | V 37–10            | 4–3                | Mercedes-Benz Stadium         | Recap              |
| 8                 | 27 ottobre         | Cincinnati Bengals     | V 24–10            | 5–3                | Wembley Stadium               | Recap              |
| 9                 | Settimana di pausa | Settimana di pausa     | Settimana di pausa | Settimana di pausa | Settimana di pausa            | Settimana di pausa |
| 10                | 10 novembre        | at Pittsburgh Steelers | S 12–17            | 5–4                | Heinz Field                   | Recap              |
| 11                | 17 novembre        | Chicago Bears          | V 17–7             | 6–4                | Los Angeles Memorial Coliseum | Recap              |
| 12                | 25 novembre        | Baltimore Ravens       | S 6–45             | 6–5                | Los Angeles Memorial Coliseum | Recap              |
| 13                | 1º dicembre        | at Arizona Cardinals   | V 34–7             | 7–5                | State Farm Stadium            | Recap              |
| 14                | 8 dicembre         | Seattle Seahawks       | V 28–12            | 8–5                | Los Angeles Memorial Coliseum | Recap              |
| 15                | 15 dicembre        | at Dallas Cowboys      | S 21–44            | 8–6                | AT&T Stadium                  | Recap              |
| 16                | 21 dicembre        | at San Francisco 49ers | S 31–34            | 8–7                | Levi's Stadium                | Recap              |
| 17                | 29 dicembre        | Arizona Cardinals      | V 31–24            | 9–7                | Los Angeles Memorial Coliseum | Recap              |

Note
- Gli avversari della propria division sono in grassetto.

## Classifiche

### Division
| NFC West            | NFC West | NFC West | NFC West | NFC West | NFC West | NFC West | NFC West | NFC West |
| vedi • disc. • mod. | V        | S        | P        | PCT      | DIV      | CONF     | PF       | PS       |
| ------------------- | -------- | -------- | -------- | -------- | -------- | -------- | -------- | -------- |
| San Francisco 49ers | 13       | 3        | 0        | .813     | 5-1      | 10-2     | 479      | 310      |
| Seattle Seahawks    | 11       | 5        | 0        | .688     | 3-3      | 8-4      | 405      | 398      |
| Los Angeles Rams    | 9        | 7        | 0        | .563     | 3-3      | 7-5      | 394      | 364      |
| Arizona Cardinals   | 5        | 10       | 1        | .344     | 1-5      | 3-8-1    | 361      | 442      |
|                     |          |          |          |          |          |          |          |          |
|                     |          |          |          |          |          |          |          |          |

### Conference
| National Football Conference           | National Football Conference | National Football Conference | National Football Conference | National Football Conference | National Football Conference | National Football Conference | National Football Conference | National Football Conference | National Football Conference | National Football Conference |
| Pos.                                   | Squadra                      | Division                     | V                            | S                            | P                            | PCT                          | DIV                          | CONF                         | SOS                          | SOV                          |
| Capolista di Division                  | Capolista di Division        | Capolista di Division        | Capolista di Division        | Capolista di Division        | Capolista di Division        | Capolista di Division        | Capolista di Division        | Capolista di Division        | Capolista di Division        | Capolista di Division        |
| -------------------------------------- | ---------------------------- | ---------------------------- | ---------------------------- | ---------------------------- | ---------------------------- | ---------------------------- | ---------------------------- | ---------------------------- | ---------------------------- | ---------------------------- |
| 1                                      | San Francisco 49ers          | West                         | 8                            | 0                            | 0                            | 1.000                        | 2-0                          | 5-0                          | .341                         | .341                         |
| 2                                      | New Orleans Saints           | South                        | 7                            | 1                            | 0                            | .875                         | 1-0                          | 5-1                          | .522                         | .508                         |
| 3                                      | Green Bay Packers            | North                        | 7                            | 2                            | 0                            | .778                         | 3-0                          | 4-1                          | .513                         | .517                         |
| 4                                      | Dallas Cowboys               | East                         | 5                            | 3                            | 0                            | .625                         | 4-0                          | 4-2                          | .377                         | .250                         |
| Wild Card                              |                              |                              |                              |                              |                              |                              |                              |                              |                              |                              |
| 5                                      | Minnesota Vikings            | West                         | 7                            | 2                            | 0                            | .778                         | 2-0                          | 4-1                          | .418                         | .307                         |
| 6                                      | Seattle Seahawks             | North                        | 6                            | 3                            | 0                            | .667                         | 1-2                          | 5-2                          | .422                         | .324                         |
| In corsa per i play-off                |                              |                              |                              |                              |                              |                              |                              |                              |                              |                              |
| 7                                      | Los Angeles Rams             | West                         | 5                            | 3                            | 0                            | .625                         | 0-2                          | 3-3                          | .492                         | .375                         |
| 8                                      | Carolina Panthers            | South                        | 5                            | 3                            | 0                            | .625                         | 1-1                          | 2-3                          | .507                         | .443                         |
| 9                                      | Philadelphia Eagles          | East                         | 5                            | 4                            | 0                            | .556                         | 1-1                          | 3-4                          | .447                         | .429                         |
| 10                                     | Detroit Lions                | North                        | 3                            | 4                            | 1                            | .438                         | 0-2                          | 2-2-1                        | .528                         | .407                         |
| 11                                     | Arizona Cardinals            | West                         | 3                            | 5                            | 1                            | .389                         | 0-2                          | 2-4-1                        | .534                         | .120                         |
| 12                                     | Chicago Bears                | North                        | 3                            | 5                            | 0                            | .375                         | 1-1                          | 2-3                          | .529                         | .370                         |
| 13                                     | Tampa Bay Buccaneers         | South                        | 2                            | 6                            | 0                            | .250                         | 1-2                          | 2-5                          | .642                         | .625                         |
| 14                                     | New York Giants              | East                         | 2                            | 7                            | 0                            | .222                         | 1-2                          | 2-5                          | .526                         | .176                         |
| 15                                     | Atlanta Falcons              | South                        | 1                            | 7                            | 0                            | .125                         | 0-0                          | 1-4                          | .593                         | .556                         |
| 16                                     | Washington Redskins          | East                         | 1                            | 8                            | 0                            | .111                         | 0-3                          | 0-6                          | .579                         | .125                         |
| Criteri di spareggio                   |                              |                              |                              |                              |                              |                              |                              |                              |                              |                              |
| 1.                                     |                              |                              |                              |                              |                              |                              |                              |                              |                              |                              |
| Legenda                                |                              |                              |                              |                              |                              |                              |                              |                              |                              |                              |
| w — wild card ottenuta                 |                              |                              |                              |                              |                              |                              |                              |                              |                              |                              |
| x — partecipazione ai playoff ottenuta |                              |                              |                              |                              |                              |                              |                              |                              |                              |                              |
| y — campioni di division               |                              |                              |                              |                              |                              |                              |                              |                              |                              |                              |
| z — salto del primo turno di play-off  |                              |                              |                              |                              |                              |                              |                              |                              |                              |                              |
| * — vantaggio del campo ottenuto       |                              |                              |                              |                              |                              |                              |                              |                              |                              |                              |

## Premi

### Premi settimanali e mensili
- Aaron Donald:

difensore della NFC della settimana 11
- Jared Goff:

giocatore offensivo della NFC della settimana 13
- Johnny Hekker:

giocatore degli special team della NFC della settimana 17